# Emmanuel Sougez
Emmanuel Sougez (* 16. Juli 1889 in Bordeaux; † 24. August 1972 in Paris; vollständig Louis-Victor-Emmanuel Sougez) war ein französischer Fotograf und Autor. Sougez wurde vor allem durch seine sachlichen Schwarzweißfotografien und fotografischen Stillleben bekannt, die neben den Werken von André Kertész oder Germaine Krull zum so genannten „neuen europäischen Stil“ in der Fotografie der 1930er Jahre zählten.

## Leben
Emmanuel Sougez studierte bereits mit 15 Jahren Malerei an der Malklasse der École des Beaux-Arts in Bordeaux, nebenbei befasste er sich mit der Fotografie. Bis zum Ausbruch des Ersten Weltkrieges machte er auf zahlreichen Europareisen vor allem Landschaftsaufnahmen.
Nach dem Krieg ging Sougez nach Paris und arbeitete als Fotojournalist für die Zeitschrift L’Illustration, deren gleichnamigen Fotodienst er 1926 gründete und bis zur Einstellung des Magazins (1944) leitete. In den 1920er und 30er Jahre fertigte er zumeist Schwarzweißaufnahmen von Skulpturen, Akten und Stillleben mit einer Großbildkamera an und arbeitete in der Werbefotografie.
Stilistisch orientierte er sich dabei an der Neuen Sachlichkeit und am Bauhaus sowie an den klaren Fotografien der amerikanischen Group f/64 und setzte dies in technisch präzise und nüchtern gehaltene mittelformatige und großformatige Fotografien um, die oft einen metaphysischen Charakter besitzen. Etwa zu der Zeit begann er mit der neuartigen Rolleiflex zu arbeiten. 1931 nahm Sougez Kontakt zu der gerade nach Frankreich übergesiedelten Leica-Fotografin Ilse Bing auf, deren „dynamische Schnappschussfotografien“ ihn in einem Schaufenster beeindruckt hatten. Bing machte ihn mit den Möglichkeiten der Leica und der flexiblen Kleinbildtechnik der Kamera bekannt. Soutez ernannte Ilse Bing 1934 in einem Artikel für die Zeitschrift L'Art vivant zur „Königin der Leica“. Die beiden sollte eine langjährige gute Freundschaft verbinden, die auch über den Krieg hinaus hielt. Mitte der 1930er initiierte Sougez die Bewegung Photographie pure und gründete kurz vor dem Ausbruch des Zweiten Weltkriegs 1939 die Gruppe L'Rectangle, die in zahlreichen fotografischen Salons inner- und außerhalb Frankreichs ausstellte. Nach dem Krieg schloss sich Sougez 1946 in Paris der Fotografenvereinigung Groupe des XV an, zu der unter anderem Robert Doisneau, Pierre Jahan und Willy Ronis gehörten und die in den 1950er Jahren von der formalen, sachlich „reinen“ in die poetisch „subjektive Fotografie“ überging.

## Fotografien
(Auswahl externer Weblinks)
- Bar (1929)
- Nu - Assia années (1930)
- Le Fauteuil blanc (1931)
- 15 Verres (1933)
- Gerberas (1934)
- Trois poires (1934)
- Ananas (1936)
- Exposition universelle, Paris (1937)

## Bibliografie

### Schriften von Emmanuel Sougez
- Livre de poche Novoflex. (mit Friedrich-Wilhelm Voigt), Heering, 1963